# كانتون فلافيو ألفارو
كانتون فلافيو ألفارو (بالإنجليزية: Flavio Alfaro Canton)‏ هو كانتون في الإكوادور، يتبع مقاطعة مانابي، عاصمته Flavio Alfaro ‏. بلغ عدد سكانها في تعداد عام 2001 25,390 نسمة.

## السكان
المجموعات العرقية اعتبارًا من التعداد الإكوادوري لعام 2010:
| العرقية               | النسبة |
| --------------------- | ------ |
| ميستيثو               | 79.7%  |
| مونتوبيو              | 13.7%  |
| الإكوادوريون الأفارقة | 3.9%   |
| اللاتينيون            | 2.6%   |
| السكان الأصليون       | 0.1%   |
| أخرى                  | 0.1%   |